# ACE-hämmare

Kaptopril, den första syntetiskt tillverkade ACE-hämmaren.

ACE-hämmare är läkemedel som sänker blodtrycket genom att hämma enzymet angiotensinkonverterande enzym (ACE). Vid hämning av ACE minskar nedbrytningen av angiotensin I till angiotensin II som sker i kärlväggen i kroppens blodkärl. Angiotensin II har en starkt kärlsammandragande (vasokonstriktiv) effekt vilket höjer den perifera resistensen för blodet och därmed ökar blodtrycket. ACE-hämmare motverkar bildningen av angiotensin II, vilket sänker blodtrycket.
Ett exempel på ACE-hämmare är enalapril, ett annat kaptopril. ACE är en förkortning för angiotensin-converting enzyme.
Två andra närbesläktade läkemedelsgrupper är direkta reninhämmare och Angiotensin II-receptorblockerare, ARB. Reninhämmare (DRI) hämmar bildningen av angiotensin och angiotensinreceptorhämmare verkar genom att blockera den viktigaste receptorn för angiotensin II, AT1-receptorn. Dessa preparat är dyrare men kan användas som tillägg till ACE-hämmare eller vid biverkningar som exempelvis hosta.
I en metaanalys jämförde forskare effekten av ACE-hämmare och ARB. Forskarna tittade på nio studier med totalt 11 007 patienter, och fann inget stöd för att det skulle finnas några skillnader mellan de bägge läkemedelstyperna avseende den totala dödligheten eller kardiovaskulära händelser.
Det finns flera olika varumärkesnamn på ACE-hämmare, men de flesta är lika effektiva. Biverkningarna kan dock skilja sig åt mellan olika produkter. Denna typ av läkemedel kan i sällsynta fall ge upphov till biverkningar, såsom torrhosta, yrsel, huvudvärk, trötthet, aptitförlust, orolig mage, diarré, feber, hudutslag eller blåsbildning, ledvärk eller domningar. ACE-hämmare sänker inte blodtrycket lika mycket hos svarta människor som icke-svarta, vilket även gäller för ARB.